# Edward Hennig
Edward Hennig, (Cleveland, 13 de outubro de 1879 - Cleveland, 28 de agosto de 1960) foi um ginasta que competiu em provas de ginástica artística pelos Estados Unidos.
Iniciado na natação, Hennig ingressou no ginásio norte-americano de ginástica Turnverein Vorwärts para disputar os Jogos de St Louis pela equipe. Contudo, subiu ao pódio apenas individualmente. No evento da dança com maças, saiu-se campeão, após superar os compatriotas Emil Voigt e Ralph Wilson. Na prova da barra fixa, empatou com o também estadunidense Anton Heida na primeira colocação e superou George Eyser, vencedor das disputas das barras paralelas, escalada e salto sobre o cavalo.